# Hortia brasiliana
Hortia brasiliana là một loài thực vật có hoa trong họ Cửu lý hương. Loài này được Vand. ex DC. mô tả khoa học đầu tiên năm 1824.